# Хаздрубал Беотарх
Хаздрубал Беотарх био је картагински војсковођа.

## Биографија
О Хаздрубаловом животу пре Трећег пунског рата нема података. Међутим, постоје претпоставке да је управо он предводио Картагињане који су 149. године п. н. е. поражени код Тунеса од стране Масинисе. Извори наводе да је пре избијања Трећег пунског рата био прогнан, али су га грађани позвали натраг како би бранио град. Показао је велику упорност бранећи опседнути град три године. Међутим, када је постало извесно да ће град пасти, Хаздрубал је Римљане молио за милост. У знак протеста, Хаздрубалова жена се са децом бацила у ватру. О Хаздрубаловом каснијем животу нема података.